# Сгречча, Элио
Элио Сгречча (итал. Elio Sgreccia; 6 июня 1928, Арчевиа, королевство Италия — 5 июня 2019, Рим, Италия) — итальянский кардинал. Титулярный епископ Замы Малой с 5 ноября 1992 по 20 ноября 2010 год. Секретарь Папского Совета по делам семьи с 5 ноября 1992 по 3 апреля 1996. Президент Папской академии жизни с 3 января 2005 по 17 июня 2008. Кардинал-дьякон с титулярной диаконией Сант-Анджело-ин-Пескерия с 20 ноября 2010 по 5 июня 2019.